# Autobiografia de Uni

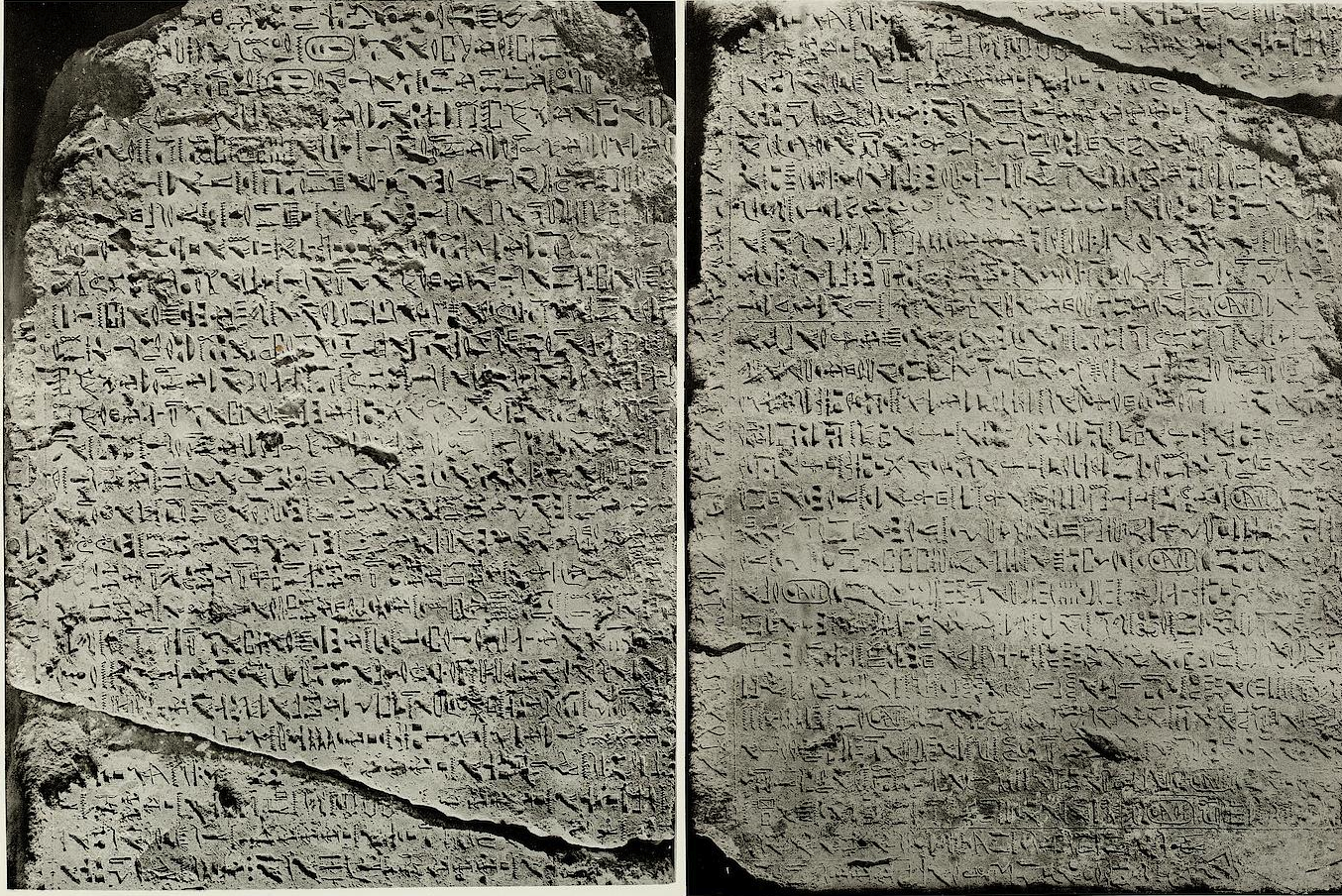
Autobiografia de Weni, agora no Museu Egípcio, Cairo.

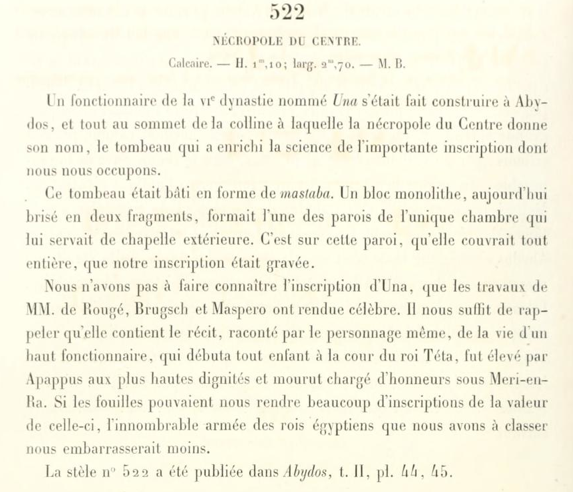
Autobiografia de Uni. Descrição de Mariette.

A Autobiografia de Uni, ou Weni, é uma inscrição funerária do Antigo Egito que é significativa para estudos de egiptologia. Weni, ou Uni, o Ancião era um oficial da corte durante a VI dinastia (Império Antigo).
O túmulo de Uni foi perdido em consequência da descrição de Auguste Mariette de 1880 do objeto que é incerto ("[na] colina alta que dá ao cemitério médio seu nome"). Foi recolocado em 1999 por uma equipe americana de arqueólogos liderada por Janet Richards.

## Biografia
Uni começou sua carreira sob Teti, e serviu como general sob Pepi I e como governador do Alto Egito durante o reinado de Merenrê I. Como juiz, investigou a rainha que aparentemente era suspeita de envolvimento em uma conspiração. Enquanto era general, reorganizou os militares em um formato que ainda estava em uso no Império Novo.
Subiu na hierarquia dos militares para se tornar comandante em chefe do exército. Foi considerado por seus contemporâneos e muitos egiptólogos por ter sido um brilhante tático e possivelmente até mesmo um gênio. Suas vitórias renderam-lhe o privilégio de ser mostrado liderando as tropas em batalha, um direito normalmente reservado aos faraós. É a primeira pessoa, além de um rei, conhecido por ser retratado desta maneira. Muitas de suas batalhas eram no Levante e no Sinai. Diz-se que ele perseguiu um grupo de beduínos até o Monte Carmelo. Enfrentou um povo beduíno conhecido como os moradores de areia pelo menos cinco vezes.
Quando era comandante em chefe do exército, fez diversas reformas chaves para os militares. Começou a treinar suas tropas para terem uma postura preventiva e não defensiva. Uni incluiu mercenários nubianos no exército pela primeira vez e o reorganizou para controlar lutas internas entre as tropas e minimizar o saque não controlado. Ele registrou sua reorganização do exército em grande detalhe e suas reformas duraram até o tempo do Império Novo.
Após a morte de Pepi, foi nomeado governador do Alto Egito. Fez muitas melhorias na infra-estrutura, algumas das quais foram benéficas para os militares. Seu projeto mais notável era um canal que funcionasse paralelo ao Nilo na Primeira Catarata.